# Mortonagrion forficulatum
Mortonagrion forficulatum är en trollsländeart som beskrevs av Maurits Anne Lieftinck 1953. Mortonagrion forficulatum ingår i släktet Mortonagrion och familjen dammflicksländor. Inga underarter finns listade i Catalogue of Life.